# Colegio Arzobispal de Madrid/Seminario Menor de Madrid

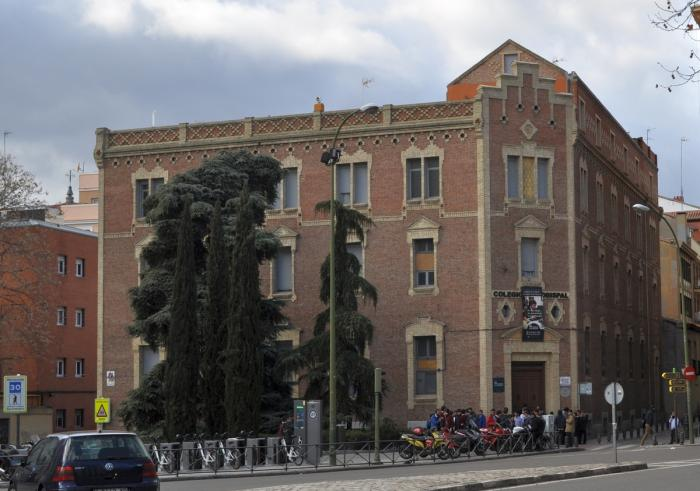
Colegio Arzobispal o Seminario Menor de Madrid

El Seminario Menor de Madrid es un centro educativo de la Archidiócesis de Madrid destinado a la evangelización y el acompañamiento vocacional de los jóvenes a través de la educación. Su actividad se desarrolla principalmente con los alumnos del Colegio Arzobispal, varones entre 12 y 18 años opcionalmente candidatos al sacerdocio, donde realizan los estudios de secundaria y bachillerato. Situado en el barrio de la Latina de Madrid, junto a la Real Basílica de San Francisco el Grande, cuenta con una comunidad vocacional donde se forman los seminaristas menores y es, a su vez, la institución encargada de fomentar, acompañar y discernir las vocaciones sacerdotales de los más jóvenes en la Archidiócesis .

## Historia
La historia del Seminario Menor de Madrid se remonta a marzo de 1885, cuando nace la diócesis de Madrid-Alcalá. Su primer obispo, Narciso Martínez Izquierdo, inicia las actividades del Seminario en las buhardillas del viejo palacio episcopal del siglo XVIII, residencia hasta hoy de los obispos de Madrid. El primer rector fue Bernardo Sánchez Casanueva y comenzaron los estudios unos 40 seminaristas, principalmente menores.
En 1906, los seminaristas menores se trasladan junto con los mayores a la sede de la calle San Buenaventura, donde tiene la sede actual el Seminario Conciliar de Madrid. En los años 50, se crea un anexo a ese edificio en la calle Jerte, donde se ubicará el Seminario Menor hasta el año 2003.
En los años 70, el Seminario Menor de Madrid se adapta a las nuevas leyes educativas que implantan el BUP y el COU y se añade la denominación de Colegio Arzobispal.
En el año 2003, al ocupar la Universidad San Dámaso el edificio de la calle Jerte, el Colegio Arzobispal se traslada al antiguo Colegio Nuestra Señora del Carmen, que regentaron las carmelitas vedrunas en la cercana Plaza de San Francisco hasta el año 2001. Se trata de un edificio de finales del siglo XIX de estilo neomudéjar diseñado por el arquitecto Benito Guitart Trulls y que ha sido acondicionado para ser un colegio innovador y para acoger la comunidad de seminaristas menores que viven en la última planta.
En los últimos años ha contado con relevantes directores, como Julián Carrón, actual presidente de Comunión y Liberación y Santos Montoya, Obispo de Calahorra y la Calzada-Logroño.

## Estudios
El Colegio Arzobispal imparte los siguientes ciclos de sistema educativo español en horario lectivo intensivo:
- Educación Secundaria Obligatoria
- Bachillerato (Ciencias, Humanidades y Ciencias Sociales)

Además, como parte de la educación del Colegio, los alumnos reciben una específica formación católica y vocacional que incluye la Eucaristía, la oración, la formación doctrinal y también el acompañamiento espiritual y pedagógico.

## Instalaciones
El Seminario Menor cuenta con las instalaciones del edificio de la Plaza San Francisco 5, donde se ubican la administración, las aulas, los laboratorios, la capilla y la comunidad de seminaristas menores.
Asimismo, cuenta con las instalaciones del Seminario Conciliar de Madrid, donde los alumnos realizan las actividades de recreo y de educación física en los campos de deporte (conocidos como "la huerta") y donde se ubica también el gimnasio, el comedor y el salón de actos.

## Actividades
El Colegio Arzobispal - Seminario Menor de Madrid busca la educación integral de los alumnos y por ello dedica gran parte de su tiempo y esfuerzo a las actividades extraescolares de tipo deportivo, cultural o apostólico. En el primer ámbito se encuentran los equipos de fútbol, que compiten en la liga de Escuelas Católicas de Madrid; en el segundo, destacan las diferentes actividades musicales y, en el tercero, se incluyen los grupos de fe y vida cristiana.
Asimismo, coordina las actividades de la Escuela Diocesana de Acólitos Apóstol San Juan, creada tras el III Sínodo Diocesano de Madrid del año 2006 para coordinar, animar y formar a los grupos de monaguillos de las parroquias, colegios y movimientos de la Archidiócesis y para favorecer el desarrollo de la vocación sacerdotal. Las actividades que promueve para tal fin son las convivencias, peregrinaciones, procesiones, torneos de fútbol y colonias de verano.